# Blepharita vicina
Blepharita vicina är en fjärilsart som beskrevs av Alphéraky 1882. Blepharita vicina ingår i släktet Blepharita och familjen nattflyn. Inga underarter finns listade i Catalogue of Life.